# Carlo Wostry
Carlo Wostry (Trieste, 18 febbraio 1865 – Trieste, 10 marzo 1943) è stato un pittore e illustratore italiano.

## Gioventù e inizio carriera

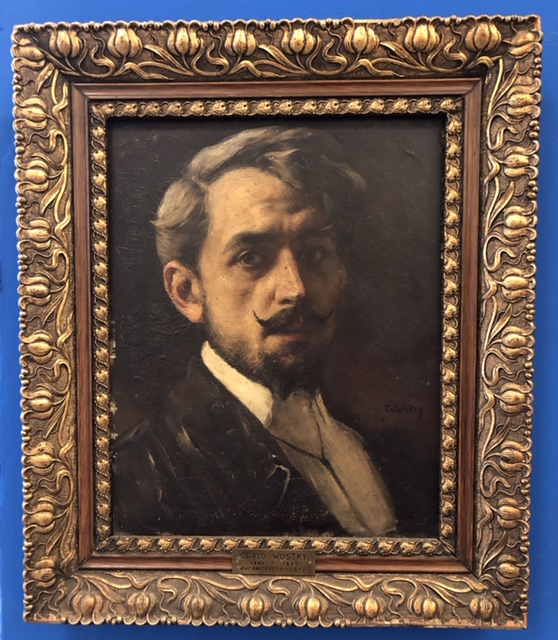
Carl Wostry, autoritratto

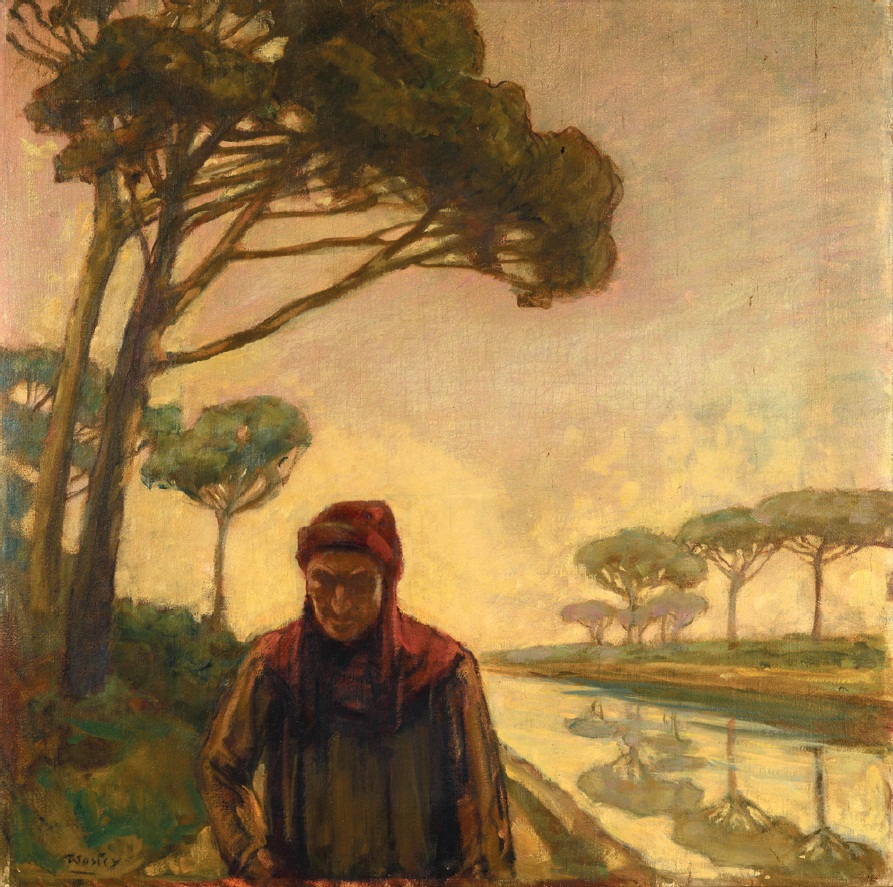
Carlo Wostry, Dante in pineta (1908), Ravenna, Museo e Casa Dante

Carlo Wostry era figlio di Ferdinando Wostry (di origine irlandese) e di Virginia Artelli. Dal 1882 al 1885 studiò arte all'Accademia di belle arti di Vienna. Successivamente studiò all'Accademia delle belle arti di Monaco di Baviera con Umberto Veruda e Isidoro Grünhut. Dopo il suo ritorno a Trieste nel 1887, il ventiduenne Wostry firmò la sua prima opera importante, una Via Crucis che fu poi acquisita dalla chiesa gesuita di Santa Maria Maggiore di Trieste.
Nel 1887 ricevette una borsa di studio per un soggiorno di due anni a Roma, ma le cattive condizioni di salute gli impedirono di accettarla. In seguito si recò a Barcellona, Budapest e in Russia, dove si risvegliò il suo interesse per l'orientalismo.
Nel 1896 si trasferì a Parigi. Vi rimase per sette anni, illustrando numerose pubblicazioni e scrivendo alcuni articoli, tra cui alcuni per Le Figaro. Nel 1897 dipinse Cristo e Maria Maddalena per la chiesa di San Rocco a Parigi; seguì nel 1900 il Martirio di San Giusto per la Cattedrale di Trieste. Durante un breve soggiorno a Londra nel 1902, la sua pittura si ispirò ai maestri inglesi del XVIII secolo. La sua opera più importante di questo periodo è la Scena Boschereccia, oggi esposta al Museo Revoltella di Trieste. Tornato in Francia,  trascorse del tempo a Trouville-sur-Mer e Deauville, oltre che a Parigi, dopodiché Wostry tornò a Trieste, creò varie opere che furono esposte in mostre internazionali come la Biennale di Venezia (edizioni del 1907, 1910, 1920, 1922, 1924 e 1925). Dal 1916 insegnò arte all'Istituto Industriale di Trieste, dove fu insegnante di Argentina Cerne.
Fu un irredentista entusiasta. Nel 1916, poco dopo l'ingresso dell'Italia nella prima guerra mondiale, disegnò una medaglia per celebrare l'auspicata futura integrazione di Trieste con l'Italia. Ciò fu poi nascosto all'interno di una scultura di Pentesilea su cui stava lavorando, in modo che quando le autorità austriache perquisirono il suo studio, non trovarono nulla. Quando l'Impero austro-ungarico crollò, il 30 ottobre 1918, insieme al suo amico pittore Sofianopulo corse fino alla Cattedrale di Trieste, entrò nel campanile e suonò le campane per festeggiare. Pubblicò una serie di stampe satiriche dal titolo I martiri della redenzione: Trieste austriaca sotto l'Italia.
Nel 1921 partecipò insieme ad Arduino Berlam al concorso nazionale per la decorazione della Basilica di San Francesco di Ravenna, classificandosi al secondo posto dopo Adolfo De Carolis.

## Carriera successiva

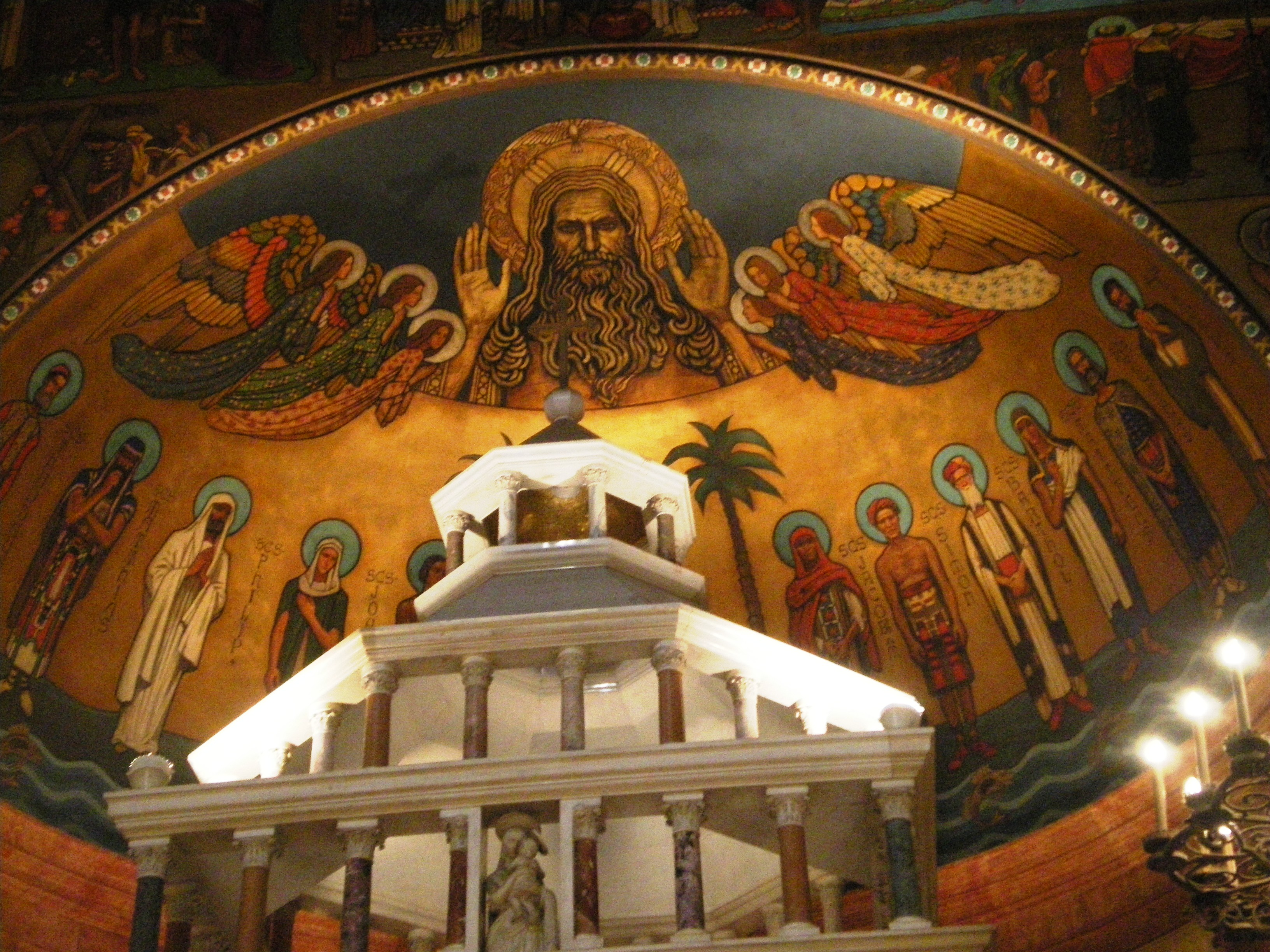
Carlo Wostry: Abside della chiesa di Sant'Andrea a Pasadena, in California

Dopo la prima guerra mondiale si occupò maggiormente di temi religiosi e creò pezzi per la Chiesa di San Vincenzo de' Paoli, la Cattedrale di Trieste, Sant'Antonio Nuovo a Trieste e la Basilica di San Francesco a Ravenna.
Nel 1926 si recò negli Stati Uniti dove lavorò a New York, San Francisco, Los Angeles e Miami. Nel 1930 Wostry fu incaricato di lavorare alla chiesa di Sant'Andrea a Pasadena, uno dei suoi progetti più importanti.
Originariamente incaricato di realizzare solo un murale per l'abside, fu talmente apprezzato che la committenza gli affidò la decorazione di una cappella laterale e nel 1932 la rappresentazione delle stazioni della Via Crucis. Nello stesso periodo in cui lavorava nella chiesa, fu anche incaricato di creare murales per la casa di Coralie Fitzharris-Milburn, sempre a Pasadena. Wostry tornò poi a Trieste, dove preparò i 24 pannelli per il progetto, che furono spediti a Pasadena nel 1935.
Nel 1937 Wostry tornò a Trieste, dove morì il 10 marzo 1943.

## Opere selezionate

### Pittura
- Via Crucis, Chiesa di Santa Maria Maggiore (Trieste), 1887
- Ritratto di Pietro Sartorio, Museo Sartorio, Trieste, 1888
- Parco di villa Sartorio di Monebello, Museo Sartorio, Trieste
- Il sonno, Civici Musei di Storia ed Arte, Trieste
- Cristo e Maria Maddalena, Saint-Roch, Parigi, 1897
- Martirio di San Giusto, Duomo di Trieste, 1900
- Ritratto di Erma Bossi[7]
- Dante nella pineta, 1908, Ravenna, Museo e Casa Dante
- I funerali di Dante, 1908, Ravenna, Museo e Casa Dante
- Scena Boschereccia, Museo Revoltella, Trieste, 1902
- Via Crucis, Chiesa cattolica di Sant'Andrea, Pasadena, 1935

### Libri
- Carlo Wostry, Storia del circolo artistico di Trieste, Udine, 1934.